# Jacqueline Duroc
Jacqueline Duroc, née en 1960, est une historienne de l'art française spécialiste de la peinture en Bretagne.
Jacqueline Duroc est diplômée de l'université de Rennes 2, où elle a été l'élève de Denise Delouche. Auteur d'une thèse de Doctorat en Histoire de l'art  sur L'iconographie des îles bretonnes (1850-1950). Conférencière et chargée de cours dans les Universités du Temps Libre, elle est l'auteur de nombreux livres d'art, seule ou en collaboration, et d'articles dans Arts de l'Ouest, Bulletin de l'association bretonne, Cahiers de l'Iroise, Mer, Arts, Culture.

## Œuvres
- Camaret, cité d'artistes, Chasse-Marée, 1988
- Carnet de Bord, Ouessant, Molène, Le Télégramme, 1998
- La Bretagne d'Étienne Bouillé, musée de Saint-Brieuc, 2000
- Pierre Fleury, mers et ciels, Ile d'Aix, 2002
- Peintres des côtes de Bretagne, de la baie de Saint-Brieuc à Brest, tome 2, Chasse-Marée, 2004 (Préface de Patrick Poivre d'Arvor)
- Alexandre Nozal, peintre de nos paysages, Saint-Briac-sur-Mer, 2004
- Guide peinture, La côte de granit rose, Chasse-Marée, 2005
- Guide peinture, De Ouessant à Brest, Chasse-Marée, 2005
- Guide peinture, De Roscoff aux Abers, Chasse-Marée, 2005
- Guide peinture, La baie de Morlaix, Chasse-Marée, 2005
- Guide peinture, La baie de Lannion, Chasse-Marée, 2005
- Guide peinture, Bréhat et le Trieux, Chasse-Marée, 2005
- Peintres des côtes de Bretagne, de la rade de Brest au pays bigouden, tome 3, Chasse-Marée, 2005
- Dix regards de peintres de marines, Saint-Briac-sur-Mer, 2005
- Au fil du Trieux, paysages de Pontrieux à Bréhat, La Roche-Jagu, Conseil Général des Côtes d'Armor, 2005
- Peintres des côtes de Bretagne, de Quimper à Concarneau, de Pont-Aven à l'anse du Pouldu, tome 4, Chasse-Marée, 2006 (Préface de Catherine Puget)
- Peintres des côtes de Bretagne, de la rade de Lorient à Nantes, tome 5, Chasse-Marée, 2007
- Georges Connan, Coop Breizh, 2007